# Программирование, управляемое данными
Программирование, управляемое данными (англ. data-driven programming) представляет собой метод или даже парадигму программирования, при котором программный код, хотя и отделён от входных данных, но спроектирован таким образом, что логика программы определяется входными данными. В программе, управляемой данными, часть или даже все её свойства устанавливаются во время выполнения, что особенно важно, если программа составляется пользователем или должна им изменяться без перекомпиляции.
Операторы программы могут описывать образцы (шаблоны) данных и соответствующие им правила обработки, а не конкретную последовательность предпринимаемых шагов, как это происходит в языке AWK.

## Близкие методологии
Применение методов конструирования абстрактных типов данных в объектно-ориентированном программировании приводит к архитектуре, управляемой данными.

## Языки программирования для потоков данных
- AWK[4]